# Чалмалинська сільська рада
Чалмали́нська сільська рада (рос. Чалмалинский сельский совет) — муніципальне утворення у складі Шаранського району Башкортостану, Росія. Адміністративний центр — село Чалмали.

## Населення
Населення — 1291 особа (2019, 1423 у 2010, 1577 у 2002).

## Склад
До складу поселення входять такі населені пункти:
| Населений пункт | Населення, осіб (2002) | Населення, осіб (2010) |
| --------------- | ---------------------- | ---------------------- |
| Дюрменево, село | 361                    | 325                    |
| Тан, присілок   | 3                      | 16                     |
| Чалмали, село   | 591                    | 563                    |
| Юмадибаш, село  | 622                    | 519                    |